# Диксон (Монтана)
Диксон (енгл. Dixon) насељено је место без административног статуса у америчкој савезној држави Монтана.

## Демографија
По попису из 2010. године број становника је 203, што је 13 (-6,0%) становника мање него 2000. године.
| Група             | 2000.       | 2010.       |
| Белци             | 162 (75,0%) | 140 (69,0%) |
| Афроамериканци    | 0 (0,0%)    | 0 (0,0%)    |
| Азијати           | 0 (0,0%)    | 0 (0,0%)    |
| Хиспаноамериканци | 3 (1,4%)    | 8 (3,9%)    |
| Укупно            | 216         | 203         |